# Vivir es fácil con los ojos cerrados
Pour plus de détails, voir Fiche technique et Distribution.
Vivir es fácil con los ojos cerrados est une comédie dramatique espagnole écrite et réalisée par David Trueba et sortie en 2013. 
Le titre du film vient d'une parole dans la chanson Strawberry Fields Forever (Living Is Easy with Eyes Closed), des Beatles.
Le film a remporté six prix Goya, dont celui du meilleur film, du meilleur réalisateur, de la meilleure œuvre originale et du meilleur acteur. Il a été sélectionné comme entrée espagnole pour le meilleur film en langue étrangère à la 87e cérémonie des Oscars, mais n'a pas été nommé.

## Synopsis
En 1966, Antonio (Javier Cámara), professeur d'anglais dans une école d'Albacete et fan inconditionnel des Beatles, dont il utilise les chansons pour enseigner l'anglais à ses élèves, décide d'entreprendre un voyage pour rencontrer John Lennon, alors sur un tournage, et lui faire une demande inhabituelle. Sur la route, il croise Belén (Natalia de Molina), une jeune fille qui vient d'échapper à l'isolement où elle s'enlise à cause de sa famille, de son milieu rural et d'un passé qui l'accable. 
À ce duo improbable s'ajoute bientôt Juanjo (Francesc Colomer), un adolescent de 16 ans en pleine rébellion adolescente, qui fuit sa famille et surtout la confrontation perpétuelle avec son père (Jorge Sanz), un homme conservateur, impitoyable et réfractaire aux changements. 
Pour le trio, la liberté et les rêves sont les clefs de ce voyage où ils rencontreront non seulement le chanteur des Beatles, mais leurs propres vérités. 
Et leur aventure s'accomplit au rythme de Strawberry Fields Forever, une chanson grâce à laquelle Lennon se remémore son enfance.

## Fiche technique
- Titre : Vivir es fácil con los ojos cerrados
- Réalisation et scénario : David Trueba
- Photographie : Daniel Vilar
- Montage : Marta Velasco
- Musique : Pat Metheny, Charlie Haden
- Pays d'origine : Espagne
- Langue originale : espagnol
- Format : couleur
- Genre : comédie dramatique
- Durée : 105 minutes
- Dates de sortie :
  - Espagne : 23 septembre 2013 (Festival international du film de Saint-Sébastien 2013), 31 octobre 2013 (sortie nationale)

## Distribution
- Javier Cámara : Antonio
- Natalia de Molina : Belén
- Francesc Colomer : Juanjo
- Ramon Fontserè : Ramón
- Rogelio Fernández : Bruno
- Jorge Sanz : Padre
- Ariadna Gil : Madre
- Violeta Rodríguez : Julia
- Léo Rodríguez : Javi
- Tristán Rodríguez : Jesús
- Olivia Trueba : Maribel
- Catalina Sagredo : Bebé
- Ángel de Andrés : Roberto, el chófer (images d'archive)
- Manolo Escobar : Padre Manolo Ramírez (images d'archive)
- Manuel Fraga : lui-même (images d'archive)
- George Harrison : lui-même (images d'archive)
- John Lennon : lui-même (images d'archive)
- Paul McCartney : lui-même (images d'archive)
- Laly Soldevila : Piluca Martínez, la autostopista (images d'archive)
- Ringo Starr : lui-même (images d'archive)

## Distinctions

### Récompenses
- 1re cérémonie des prix Feroz : meilleure réalisation et meilleur scénario[1],[2]
- 28e cérémonie des Goyas : meilleur film, meilleur réalisateur, meilleur acteur pour Javier Cámara, meilleur espoir féminin pour Natalia de Molina, meilleur scénario original et meilleure musique originale

### Sélection
- Festival international du film de Saint-Sébastien 2013 : compétition officielle